# Утраченный символ
«Утраченный символ» (англ. The Lost Symbol) — роман американского писателя Дэна Брауна.
Действие происходит в Вашингтоне после событий, описанных в романе «Ангелы и демоны» и «Код да Винчи». Роман опубликован на английском языке 15 сентября 2009 года. Это третье произведение Брауна, где главным героем является профессор религиозной символогии в Гарвардском университете Роберт Лэнгдон. Роман опубликован тиражом 6,5 миллиона экземпляров (5 миллионов в Северной Америке и 1,5 миллиона в Великобритании). В первый день было продано свыше миллиона экземпляров в твёрдой обложке и электронной версии в США, Великобритании и Канаде.
Роман занял первое место в списке бестселлеров по версии Publishers Weekly за 2009 год.
В 2021 году на экраны вышла одноимённая экранизация романа.

## Сюжет
Сюжет романа разворачивается в течение 12 часов в Вашингтоне, фокусируясь на теме масонства.
Роберту Лэнгдону звонит человек, представившийся секретарем Питера Соломона, хорошего друга и наставника Роберта, и приглашает его в Национальный зал статуй Капитолия для прочтения лекции, а также просит его, чтобы он принёс маленький свёрток, который Питер доверил Лэнгдону на хранение несколькими годами ранее. Питер Соломон — масон, посвящённый в высший 33 градус, возглавляет Смитсоновский Институт.
Когда Лэнгдон прилетает в Капитолий, оказывается, что никакой лекции проводится не будет, Лэнгдону звонил никакой не секретарь Питера, а неизвестный, который хочет, чтобы Роберт открыл некий портал и нашёл Мистерии Древности, узнав Утраченное Слово, а Питер Соломон — его заложник. Внезапно Роберт слышит крики, исходящие из Ротонды. Он находит отсечённую правую руку, установленную на деревянном основании, непосредственно в центре зала. На руке — татуировки на каждом пальце, и Лэнгдон признаёт в ней символическую «Руку Мистерий», которая, видимо, указывает прямо на фреску «Апофеоз Вашингтона» на внутренней части купола Капитолия. Замечая кольцо Питера на одном из пальцев руки, Лэнгдон понимает, что это — рука его похищенного друга. Чтобы спасти Питера, Роберт Лэнгдон должен решить две загадки:
- Что за древний портал он должен открыть?
- Расшифровать Утраченное Слово масонов.

Параллельно Кэтрин Соломон — учёный, занимающаяся ноэтикой и дочь Питера Соломона, также обеспокоена исчезновением брата. Вскоре она получает от него SMS, в котором он просит её не беспокоится и хочет встретиться с ней и доктором Аваддоном в её лаборатории. Доктор Аваддон — недавно появившийся врач Питера, но на самом деле под этим псевдонимом скрывается Малах — масон, тот человек, который похитил Питера и позвонил Роберту. Сегодня он намерен «преобразиться», для этого ему нужно Утраченное Слово. До приезда Кэтрин он прибывает в её лабораторию. «Доктора» проводит помощница Кэтрин, Триш Данн. Для Малаха она является неожиданной помехой, и он топит Триш в контейнере с заспиртованным кальмаром, а потом проникает в саму лабораторию.
Начальник охраны Капитолия Трент Андерсон моментально узнаёт о случившемся в Ротонде и прибегает. Узнаёт о случившемся и директор Службы Безопасности ЦРУ — японка Иноуэ Сато. В отличие от Андерсона, она прислушивается к Лэнгдону, и они разгадывают символы на руке — имеется в виду отсек SBB XIII в подвалах Капитолия. Все трое проникают туда и находят миниатюрную масонскую пирамиду с шифром, но без навершия. Само навершие принёс Лэнгдон в свёртке, сам того не зная. Сато узнаёт об этом и вместе с Андерсоном готовится арестовать Роберта. Его спасает «Архитектор» Капитолия — Уоррен Беллами, близкий друг Питера и масон. Вместе с Лэнгдоном они убегают через тоннель.
Лэнгдон звонит Кэтрин и предупреждает обо всём. Она прибывает в лабораторию и чудом выживает после столкновения с Малахом. Кэтрин уезжает, а Малах устраивает взрыв лаборатории, при котором гибнет патрульный, посланный охраной.
Женщина из охранной службы безопасности по вызову Кэтрин подъезжает к дому Малаха и видит нечто ужасное, после чего её вырубает сам Малах.
Кэтрин присоединяется к Лэнгдону и Беллами. Их преследуют оперативники ЦРУ во главе с Тернером Симкинсом, по приказу Сато. Беллами намеренно сдаётся, зато Лэнгдон с Кэтрин успевают убежать. Они разгадывают пирамиду с помощью указанной картины Дюрера «Меланхолия». Перед арестом Беллами сообщил им, что они могут найти убежище у доверенного человека, который позвонит им. Это — декан Галлоуэй, который помогает Роберту и Кэтрин с разгадкой пирамиды. Из фразы «Все явит тридцать третий градус» Кэтрин догадывается нагреть пирамиду на тридцать три градуса по шкале Ньютона, что даёт новые подсказки и странную карту.
Команда Сато внезапно находит и окружает беглецов. Директор СБ ЦРУ объясняет, что она не враг им, и знает, какую ценность представляет пирамида. Беллами примкнул к ней, осознав нечто, что показала ему Сато. Также выясняется, что он сотрудничал с Малахом, но не из корыстных целей, а чтобы ускорить спасение Питера.
Постепенно рассказывается о трагедии Питера и о Малахе. У Питера был сын — Закари, мальчик с отвратительным характером. Из-за контрабанды наркотиков он угодил в турецкую тюрьму. У Питера был шанс выкупить сына из тюрьмы, но, чтобы донести до Закари, что не всё должно решаться деньгами, он отказывается от этого. Вскоре после этого Закари был избит до смерти другим заключённым… в будущем, Малахом. Благодаря состоянию Закари и помощи жестокого надзирателя Малах выбирается из тюрьмы и плывёт в Грецию, где берёт имя «Андрос Дарий» и начинает жизнь с чистого листа. Он становится сильнее, мускулистее и живёт «на полную» до определенного момента, ему становится скучно. Он вспоминает о пирамиде, про которую говорил Закари, и наведывается к Соломонам. Малах ненамеренно убивает Изабель Соломон — мать Кэтрин и Питера, а сам Питер в него стреляет и тот падает в реку, но выживает. Питер и Кэтрин же считают его погибшим. И тогда Андрос становится Малахом. Он одержим идеей бессмертия. Для этого ему нужно Утраченное Слово и портал в «Мир Богов».
Кэтрин получает звонок из службы безопасности. Охрана обыскала особняк и нашла Питера. Кэтрин, Лэнгдон и агент Хартман едут туда, а Сато, Тёрнер и Беллами отправляются на «Восемь Франклин-Сквер», ведь туда указала пирамида. Там они намерены схватить Малаха.
Однако Малах и не подумывает ехать туда. Вызов был ложный — под угрозой смерти охранница соврала Кэтрин. Впрочем, после этого Малах все равно убил охранницу. Приезжают «гости». Малах убивает агента Хартмана, связывает Кэтрин и оставляет в подвале, а Лэнгдона заставляет расшифровать карту. На самом деле «Восемь Франклин-Сквер» — это не место, а «волшебный квадрат» 8 на 8, придуманный Франклином (англ. Square — квадрат). Лэнгдон меняет символы на карте местами с помощью квадрата, и оказывается, что карта указывает на «Хередом» — масонский храм в Вашингтоне. Малах берёт Питера и едет туда.
Обеспокоенные отсутствием новостей от агента Хартмана, Сато и другие едут к особняку, где спасают Лэнгдона с Кэтрин и направляются к Храму. Становится ясно, чего боялась Сато — Малах с помощью скрытой камеры заснял все самые «дикие» и странные ритуалы масонов. На видео можно увидеть, что большинство из масонов — влиятельные лица, политики, знакомые каждому жителю США. Малах начинает передачу видео в Интернет — несомненно, оно наведёт хаос в Америке. Питер говорит Малаху Утраченное Слово — на самом деле, ложное. Малах раскрывает свою личность Питеру — он и есть Закари! Озлобленный на отца и всю семью, он стал «шедевром» и совершенством, осознав своё предназначение. Закари договорился с тюремным надзирателем и выбрался из тюрьмы, а избит и похоронен был другой заключённый с похожей комплекцией, причём совершил убийство надзиратель. Чтобы ритуал совершился, Питеру придётся убить сына — и Малах станет Богом. Но Соломон не делает этого. Прибывают Лэнгдон и Симкинс. Вертолёт Сато пробивает стеклянную крышу, и Закари оказывается смертельно ранен осколками. Он умирает, не понимая, почему отец пощадил его. Позже прибывает и Кэтрин. Сато в последний момент останавливает передачу данных.
Придя в себя, Питер помогает Роберту разгадать пирамиду до конца. Он отводит его на вершину Монумента Вашингтона, построенного масонами. Карта скрывала высеченные на Монументе слова — Laus Deo (Слава Богу). Утраченное Слово, или Мистерии Древности — это Библия, ведь в ней сокрыто множество тайн и двусмысленностей. Пирамида помогает человеку осознать, что «Бог внутри него».

## Герои
- Роберт Лэнгдон — профессор по символике из Гарвардского Университета, главный герой романа.
- Питер Соломон — глава Смитсоновского института, масон, отец Закари Соломона. Является близким другом Роберта Лэнгдона.
- Кэтрин Соломон — ученый, сестра Питера Соломона, тётя Закари.
- Закари Соломон — он же Малах — сын Питера, племянник Кэтрин. В романе также использует псевдонимы Энтони Джелбарт, Кристофер Аваддон, Андрос Дарий.
- Изабель Соломон — мама Питера и Кэтрин Соломон. Бабушка Закари. Была убита Малахом.
- Триш Данн — помощница Кэтрин, учёный.
- Уоррен Беллами — архитектор Капитолия, масон. Помогает Роберту и Кэтрин сбежать от Иноуэ Сато.
- Иноуэ Сато — директор службы безопасности ЦРУ.
- Трент Андерсон — начальник полиции в Капитолии.
- Нола Кей — криптограф службы безопасности ЦРУ.
- Рик Пэриш — системный интегратор ЦРУ.
- Марк Зубианис — специалист по безопасности систем, хакер, знакомый Триш.
- Тернер Симкинс — командир оперативной группы, агент ЦРУ.
- Колин Галлоуэй — священник, декан Национального собора в Вашингтоне.
- Агент Хартман — агент оперативной группы ЦРУ.
- Альфонсо Нуньес — охранник в Капитолии.
- Омар Амирана — таксист.

## Экранизация
После успеха фильмов «Код да Винчи» 2006 года и «Ангелы и демоны» 2009 года от режиссёра Рона Ховарда, основанных на одноимённых произведениях Брауна, где роль Роберта Лэнгдона исполнил Том Хэнкс, Columbia Pictures объявила о разработке экранизации «Утраченного символа».
Планировалось, что Хэнкс и Ховард примут участие в проекте, вместе с Брайаном Грейзером и Джоном Келли, постоянными продюсерами серии фильмов. В дальнейшем Sony Pictures наняла трёх сценаристов для работы над фильмом, начиная со Стивена Найта и заканчивая самим Брауном.
В марте 2012 года Дэнни Стронг был также привлечён к работе над адаптацией.
Согласно статье, опубликованной в январе 2013 года в Los Angeles Times, окончательный вариант сценария должен был быть готов в феврале 2013 года, а предварительные съёмки начаться в середине того же года.
Тем не менее в июле 2013 года Sony Pictures объявила, что вместо «Утраченного символа» студия планирует выпустить адаптацию «Инферно», премьера которой была назначена на 14 октября 2016 года.
Ховард был назначен режиссёром картины, Дэвид Кепп выступил в качестве сценариста, а Хэнкс вернулся к роли Роберта Лэнгдона.
В июне 2019 года было объявлено о разработке телесериала с предварительным названием «Лэнгдон», который станет приквелом к серии фильмов, а Дэниел Чероне выступит создателем, шоураннером, исполнительным продюсером и сценаристом. Дэн Браун, Рон Ховард, Брайан Грейзер, Фрэнси Кальфо, Сэми Фалви и Анна Калп займут место дополнительных исполнительных продюсеров. Шоу будет совместным продуктом Imagine Entertainment, CBS Television Studios и Universal Television Studios и будет транслироваться на National Broadcasting Company.
Сюжет, как сообщается, будет построен вокруг молодого Роберта Лэнгдона, который был нанят ЦРУ для решения множества опасных головоломок, после исчезновения его наставника. В мае 2021 года стало известно, что сериал получил название «Утраченный символ».